# Saint-Germain-du-Teil
Saint-Germain-du-Teil (okcitán nyelven Sant German del Telh) község Franciaország déli részén, Lozère megyében, kantonközpont. 2010-ben 798 lakosa volt.

## Fekvése
Saint-Germain-du-Teil az Aubrac-hegység déli peremén fekszik, a Lot-folyó völgye felett, 800 méteres (a községterület 520-1122 méteres) tengerszint feletti magasságban, a megyeszékhelytől 46 km-re nyugatra. A község területének 30%-át (686 hektár) erdő borítja.
Nyugatról Saint-Pierre-de-Nogaret és Les Hermaux, északról Les Salces, keletről Le Monastier-Pin-Moriès és La Canourgue, délről pedig Banassac községekkel határos. Nyugati határát a Doulou-patak alkotja.
A D52-es megyei út köti össze a Lot völgyében haladó főúttal (5,5 km), valamint Les Salces-on (9 km) és a Trébatut- (1100 m), valamint a Bonnecombe-hágón (1350 m) keresztül Nasbinals-al (31 km). A D152-es út Saint-Pierre-de-Nogaret (7 km) felé teremt összeköttetést. Keleti határát érinti az A75-ös autópálya is.
A községhez tartozik Champcros, La Violle, Le Pouget, Montagudet, Montagut, Le Ferréol, Le Tioulet, Malbousquet; valamint Combret.

## Története
A település a történelmi Gévaudan tartomány Canilhaci báróságához tartozott.

### Demográfia
| Év   | Lakosság |
| ---- | -------- |
| 1793 | 1648     |
| 1851 | 1528     |
| 1876 | 1384     |
| 1901 | 1149     |
| 1936 | 867      |

| Év   | Lakosság |
| ---- | -------- |
| 1946 | 736      |
| 1954 | 582      |
| 1962 | 698      |
| 1968 | 760      |

| Év   | Lakosság |
| ---- | -------- |
| 1975 | 704      |
| 1982 | 779      |
| 1990 | 804      |
| 1999 | 803      |
| 2010 | 798      |

## Nevezetességei
- Temploma a 19. században épült.
- A Pouget-kastély a 18. században épült.
- A La Roche-kastély a 16-17. században épült.
- Az első világháború áldozatainak emlékművét 1922-ben emelték.[3]
- Menhir

## Lásd még
- Lozère megye községei

## Külső hivatkozások
- Nevezetességek (franciául)